# Condado de Henderson (Carolina do Norte)
O Condado de Henderson é um dos 100 condados do estado americano da Carolina do Norte. A sede do condado é Hendersonville, e sua maior cidade é Hendersonville. O condado possui uma área de 971 km² (dos quais 3 km² estão cobertos por água), uma população de 89 173 habitantes, e uma densidade populacional de 92 hab/km² (segundo o censo nacional de 2000). O condado foi fundado em 1838.